# Parc national de Phrumsengla
Le parc national de Phrumsengla (Dzongkha : ཕུརམ་སེང་ལ་རྒྱལ་ཡོངས་གླིང་ག), anciennement parc national de Thrumshingla, dans le centre du Bhoutan, couvre un peu plus de 905 kilomètres carrés (349 miles carrés) dans quatre districts, mais principalement dans le Mongar. Il est coupé en deux par la route latérale (East-West Highway) et contient le col de Thrumshing La. Il a été créé en 1998,.

## Faune et flore
Phrumsengla est un parc tempéré avec de grandes étendues de forêts de sapins anciennes, dont l'altitude varie de 700 mètres à 4 400 mètres. Phrumsengla abrite six espèces d'oiseaux menacées : le calao à col roux (Aceros nipalensis), le turdinule à gorge rousse (Spelaeornis caudatus), le tragopan satyre (Tragopan satyra), la sittelle superbe (Sitta formosa), le trogon de Ward (Harpactes wardi) et la torquéole de Mandelli (Arborophila mandellii), ainsi que le Sphenocichla humei, espèce quasi-menacée. Phrumsengla offre des vues panoramiques, notamment des forêts dont l'altitude varie de l'alpin au subtropical. Le sol des biomes de Phrumsengla étant particulièrement fragile, les terres sont impropres à l'exploitation forestière ou à tout autre développement,,.

## Tourisme
Le Fonds fiduciaire bhoutanais identifie un excellent potentiel touristique pour Phrumsengla, car il est traversé par la plus haute route praticable du Bhoutan, la route latérale. Près de 11 000 personnes vivent dans la région de Phrumsengla, ce qui, selon le Fonds fiduciaire, est « la plus proche réussite du royaume en matière d'équilibre harmonieux entre l'homme et la nature ». Le Fonds mondial pour la nature (WWF) mène également des activités dans le parc.